# Kyrillos (Sykis)
Kyrillos (světským jménem: Ioannis Sykis; * 11. listopadu 1963, Lesbos) je řecký pravoslavný duchovní Konstantinopolského patriarchátu, arcibiskup a metropolita Imvrosu a Tenedosu.

## Život
Narodil se 11. listopadu 1963 na ostrově Lesbos.
Po základní škole navštěvoval gymnázium v hlavním městě ostrova Mytiléna. Poté nastoupil na Církevní školu Rizarios v Athénách. Jeho rodina se z finančních důvodu musela odstěhovat do Athén a on byl nucen přerušit studium a začít pracovat v textilní továrně. Pod tlakem mytilénského metropolity a jeho profesorů znovu nastoupil na studium ale studium znovu přerušoval.
Po absolvování školy byl přijat na teologickou fakultu univerzity v Athénách, kterou dokončil roku 1988. Paralelně se studiem pracoval a pomáhal svému bratrovi který studoval ve Spojených státech amerických jako pilot.
Dne 14. září 1990 byl rukopoložen na diákona a v březnu 1991 na jereje. Začal sloužit v mytilénské metropolii a Izmiru.
Dne 26. srpna 2016 byl Svatým synodem Konstantinopolského patriarchátu zvolen biskupem Erythræ a vikářem patriarchátu. Dne 25. září proběhla jeho biskupská chirotonie. Poté byl převeden do služby v metropolii Smyrna.
V říjnu 2017 přešel zpět pod přímou jurisdikci patriarchy.
V květnu 2019 byl ustanoven igumenem monastýru Svaté Trojice v Chalki.
Dne 9. března 2020 byl Svatým synodem zvolen metropolitou Imvrosu.